# Tessa Lavey
Tessa Rose Lavey (Swan Hill, 29 de março de 1993) é uma basquetebolista profissional australiana que atualmente joga pelo Dandenong Rangers.